# 17º Stormo Incursori
17º Stormo Incursori (dt. 17. Spezialkräftegeschwader) ist die Bezeichnung einer Spezialeinheit der italienischen Luftwaffe (Aeronautica Militare). Sie auf dem Militärflugplatz Furbara bei Rom stationiert und untersteht der 1ª Brigata Aerea. Darüber hinaus ist sie in das Spezialkräftekommando (COFS) des italienischen Generalstabs eingebunden. Das aus luftbeweglichen Bodentruppen bestehende Geschwader trug bis zum 8. April 2008 die Bezeichnung Reparto Incursori Aeronautica Militare (RIAM) (dt. „Luftwaffenspezialeinheit“).

## Auftrag
Als Fernspähverband unterstützt das 17. Geschwader fliegende Einheiten bei der Zielerfassung und Zielmarkierung (Forward Air Control, Combat Controlling, Laser Target Designation). So genannte Combat Controller dirigieren an der Front oder in feindlich kontrolliertem Gebiet Luftangriffe und markieren mit Lasergeräten Ziele für Präzisionswaffen. Die Einheit kann dazu verwendet werden, vorgeschobene Flugfelder oder Landeplätze zu sichern, zu halten und vorzubereiten und dort auch allgemein Flugsicherungsaufgaben zu übernehmen. Die Einheit hat wichtige Aufgaben im Bereich Such- und Rettungseinsätze unter Gefechtsbedingungen (CSAR). Sie kann auch zu anderen Sonderaufgaben und zu Objektschutzzwecken bei Auslandseinsätzen verwendet werden.

## Organisation
Das Geschwader besteht aus vier so genannten Gruppen. Die operative Einheit mit der Bezeichnung GOI (Gruppo Operativo Incursori) ist über 100 Mann stark und untergliedert sich in vier operative Züge und in einen Unterstützungszug. Die Züge bestehen aus 4-Mann-Trupps. Daneben gibt es noch die Ausbildungsgruppe GAI (Gruppo Addestrativo Incursori) und die Unterstützungseinheiten GSS (Gruppo Servizio di Supporto) und CSF (Compagnia Sopravvivenza delle Forze), die sich um Logistik, Transport und Telekommunikationsanlagen kümmern. Dazu kommt der Servizio Amministrativo, eine Verwaltungseinheit. Die Angehörigen des GOI tragen sandfarbene Barette, welche an die des Special Air Service erinnern.

## Rekrutierung und Ausbildung
Bewerber müssen zunächst einen rigorosen Fitnesstest absolvieren. In der anschließenden Grundausbildung sind Abschnitte bei der Luftlandeschule in Pisa, bei der Gebirgs- und Winterkampfschule der Alpini in Aosta, sowie insbesondere beim 9. Fallschirmjäger-Sturmregiment Col Moschin vorgesehen. In der Spezialausbildung steht die Ausbildung zum Combat Controller und Combat Search and Rescue im Vordergrund. Später können etliche Fortbildungskurse besucht werden, u. a. an der deutschen Spezialkräfteschule in Pfullendorf (z. B. Combat Medic).

## Geschichte

Früheres Wappen

Der Spezialkräfteverband wurde am 1. März 2003 unter der Bezeichnung Reparto Incursori Aeronautica Militare (RIAM) auf dem ehemaligen Flugplatz von Furbara bei Cerveteri (Latium) aufgestellt. Dort befand sich bereits ein Ausbildungszentrum für Combat Search and Rescue. Die neue Einheit führt die Traditionen des speziellen ADRA-Bataillons (Arditi Distruttori Regia Aeronautica) und des 1. Fallschirmjägerbataillons der Regia Aeronautica fort. Das ADRA-Bataillon entstand im Juli 1942 und hatte die Aufgabe, feindliche Flugplätze zu überfallen und dort Flugzeuge zu zerstören. Im Juni 1943 gelang einem kleinen Team die Zerstörung von 25 britischen Flugzeugen auf dem Flugfeld von Benina (heute der Flughafen von Bengasi) in Nordafrika. Ein anderes Team sprengte bei Beni Mansour in Algerien eine Eisenbahnbrücke.
Das 1. Fallschirmjägerbataillon wurde im Mai 1942 aufgestellt und von Oberstleutnant Edvino Dalmas geführt. Seine 300 Mann kämpften mit ihren khakifarbenen Barretten im November 1942 in Tunesien. Bei Djebel el-Abiod stoppten sie vorübergehend einen alliierten Angriff, erlitten dabei jedoch schwere Verluste.
Das 17. Geschwader (17° Stormo) war während des Kalten Krieges ein in Norditalien stationierter Flugabwehrraketenverband auf Nike Hercules. Nach Außerdienststellung dieser Raketen besteht dieses Geschwader nunmehr als Spezialkräfteverband weiter. Die Bezeichnung RIAM war ein Provisorium.